# Zadnjica (anatomija)
Zadnjica je v anatomiji zadajšnja stran medenice z debelim mišičjem in maščevjem. Gre za dva zaobljena dela zunanje anatomije večine sesalcev, ki se nahajata na zadnjem delu medenične regije. Pri ljudeh se zadnjica nahaja med spodnjim delom hrbta in presredkom. Zadnjica je sestavljena iz sloja kože, podkožnega maščevja ter dvojih parnih mišic: velikih zadnjičnih mišic (gluteus maximus) in srednjih zadnjičnih mišicih (gluteus medius). Veliki zadnjični mišici sta največji mišici v človeškem telesu. Odgovorni sta za gibe, kot je vzravnavanje telesa v pokončni (stoječi) položaj, ko je upognjeno v pasu; vzdrževanje telesa v pokončnem položaju z iztegnjenimi kolčnimi sklepi in poganjanje telesa naprej z nadaljnjim iztegom nog (kolkov) med hojo ali tekom.
V mnogih kulturah zadnjica igra vlogo pri spolni privlačnosti. Številne kulture so zadnjico uporabljale tudi kot glavno tarčo telesnega kaznovanja, saj plast podkožnega maščevja zadnjice hkrati nudi zaščito pred poškodbami in omogoča povzročanje bolečine.

## Struktura
Zadnjica je sestavljena iz mase zadnjičnih mišic ali »gluteusov« (dveh velikih zadnjičnih mišic in dveh srednjih zadnjičnih mišic), nad katerimi je plast maščobnega tkiva. Parne zadnjične mišice so ločene z razpoko, v kateri se nahaja zadnjik (anus).
Zadnjica omogoča primatom, da sedijo pokončno, ne da bi svojo težo naslonili na stopala, kot to počnejo štirinožci. Pri ljudeh imajo tudi vlogo pri poganjanju telesa v gibanju naprej in pomagajo pri izločanju. 
Pri ljudeh imajo ženske sorazmerno širšo in debelejšo zadnjico, ker imajo več maščobnega tkiva in sorazmerno širše boke. Samice nekaterih vrst pavijanov imajo rdečo zadnjico, ki pordi, da bi pritegnila samce. Nekateri pavijani in vsi giboni imajo značilno kaloznost na zadnjici, medtem ko so drugod po telesu prekriti z dlako. Medtem ko imajo človeški otroci na splošno gladko zadnjico, imajo odrasli moški in ženske različno stopnjo poraščenosti, tako kot na drugih delih telesa. Pri ženskah lahko rastejo dlake v razpoki (vključno okoli anusa), ki včasih segajo bočno na spodnji del ritnice. Moški imajo lahko dlake na eni ali obeh ritnicah.

## Zadnjice v umetnosti
- Izstopajoča, mišičasta zadnjica je standardna značilnost atletskih in vojaških umetnin iz Antične Grčije, kot dokazuje ta kip boksarja. (ok. 460 pr. n. št.)
- Kočijaž Motya iz Antična Grčije (ok. 460 pr. n. št.)
- Jean-Jacques Lequeu (ok. 1785)
- Jules Lefebvre (ok. 1874)
- Félix Vallotton (ok. 1884)
- Slika Georgesa Seurata iz leta 1884 Nedeljsko popoldne na otoku La Grande Jatte prikazuje žensko na desni z izrazitim pariškim zadkom.